# Changan Auto
Changan Auto (重庆长安汽车股份有限公司|t=重慶長安汽車股份有限公司 Chóngqìng Cháng'ān Qìchē Gǔfèn Yǒuxiàn Gōngsī) er en køretøjsfabrikant fra Chongqing i Kina. Virksomheden er statsejet og udgør et datterselskab til China Weaponry Equipment.
Produktionen består primært af personbiler, minikøretøjer, varevogne og små lastbiler.
Også kendt som Chana, er virksomheden en af de fire største køretøjsfabrikanter sammen med Dongfeng Motor Corporation, FAW Group Corporation og Shanghai Automotive Industry Corporation.
Udenlandske virksomheder der har indgået joint ventures med Changan omfatter Ford, Suzuki og PSA Peugeot Citroen.
Changan hævder at kunne opspore sine rødder tilbage til 1862 da Hongzhang Li etablerede Shanghai Foreign Gun Bureau. Hvordan denne virksomhed er forbundet til nutidens Changan er dog uklart.

## Kinesiske opkøb
Changan opkøbte to mindre kinesiske køretøjsfabrikanter i 2009 henholdsvis Hafei og Changhe.

## Joint ventures
Changan har delvise ejerskaber i en række jointventures med udenlandske og indenlandske virksomheder.
- Chongqing Chana Suzuki Automobile Co – 1993–present – med Suzuki Motors
- Chana Ford Automobile Co – 2001–present – med Ford Motor Company
- Chang'an Ford Nanjing Co Ltd – 2001–present – med Ford Motor Company
- Chang'an Ford Mazda Engine – 2005–present – Producerer motorer med Mazda
- Jiangxi Jiangling Co Ltd – 2004–present – med Jiangling Motors[7] – Produces the Jiangling Landwind

### Afdelinger
Changan har flere afdelinger i hovedbyen Chongqing. Virksomheden har desuden afdelinger i Hebei, Heilongjiang, Jiangsu og Shanghai, Beijing og Anhui.